# 中沢 (鎌ケ谷市)
中沢（なかざわ）は千葉県鎌ケ谷市の地名。なお、中沢の他、東中沢、北中沢、中沢新町についても併せて述べる。

## 地理
鎌ケ谷市の南西部に位置する。北で松戸市串崎新田、北東で北中沢、東で東中沢、東南東の道路上の一点で道野辺本町、南東で道野辺、南で西道野辺及び船橋市藤原、南西で市川市柏井町、西で市川市大野町、北西で市川市大町と隣接する。大柏川の支流中沢川や二和川、根郷川が流れている。北部の少なからぬ部分をゴルフ場・鎌ヶ谷カントリークラブが占める。

## 郵便番号
- 中沢 - 273-0118[2]
- 東中沢 - 273-0112[4]
- 北中沢 - 273-0111[5]
- 中沢新町 - 273-0119[6]

## 世帯数と人口
2017年（平成29年）11月1日現在の世帯数と人口は以下の通りである。

### 中沢・中沢新町
| 大字・町丁 | 世帯数  | 人口  |
| ---------- | ------- | ----- |
| 中沢       | 379世帯 | 888人 |
| 中沢新町   | 346世帯 | 847人 |

### 東中沢
| 丁目         | 世帯数    | 人口    |
| ------------ | --------- | ------- |
| 東中沢一丁目 | 746世帯   | 1,722人 |
| 東中沢二丁目 | 1,590世帯 | 3,703人 |
| 東中沢三丁目 | 891世帯   | 2,269人 |
| 東中沢四丁目 | 503世帯   | 1,161人 |
| 計           | 3,730世帯 | 8,855人 |

### 北中沢
| 丁目         | 世帯数    | 人口    |
| ------------ | --------- | ------- |
| 北中沢一丁目 | 625世帯   | 1,517人 |
| 北中沢二丁目 | 905世帯   | 2,201人 |
| 北中沢三丁目 | 454世帯   | 972人   |
| 計           | 1,984世帯 | 4,690人 |

## 小・中学校の学区
市立小・中学校に通う場合、学区は以下の通りとなる。

### 中沢
| 番地                                                                      | 小学校                 | 中学校                 |
| ------------------------------------------------------------------------- | ---------------------- | ---------------------- |
| 1〜772番地 774番地 776〜780番地 789～794番地 796～1223番地 1341～1386番地 | 鎌ケ谷市立南部小学校   | 鎌ケ谷市立第四中学校   |
| 1263～1294番地 1297～1340番地 1392～1394番地                              | 鎌ケ谷市立中部小学校   | 鎌ケ谷市立第四中学校   |
| 1437～1447番地                                                            | 鎌ケ谷市立西部小学校   | 鎌ケ谷市立第三中学校   |
| 1556番地                                                                  | 鎌ケ谷市立鎌ケ谷小学校 | 鎌ケ谷市立鎌ケ谷中学校 |

### 東中沢
| 丁目         | 番地        | 小学校                 | 中学校                 |
| ------------ | ----------- | ---------------------- | ---------------------- |
| 東中沢一丁目 | 1～2番      | 鎌ケ谷市立西部小学校   | 鎌ケ谷市立第三中学校   |
| 東中沢一丁目 | 5～15番     | 鎌ケ谷市立中部小学校   | 鎌ケ谷市立第四中学校   |
| 東中沢一丁目 | 3～4番      | 鎌ケ谷市立鎌ケ谷小学校 | 鎌ケ谷市立鎌ケ谷中学校 |
| 東中沢二丁目 | 1番1～24号  | 鎌ケ谷市立鎌ケ谷小学校 | 鎌ケ谷市立鎌ケ谷中学校 |
| 東中沢二丁目 | 1番25～58号 | 鎌ケ谷市立西部小学校   | 鎌ケ谷市立第三中学校   |
| 東中沢三丁目 | 全域        | 鎌ケ谷市立中部小学校   | 鎌ケ谷市立第四中学校   |
| 東中沢四丁目 | 全域        | 鎌ケ谷市立中部小学校   | 鎌ケ谷市立第四中学校   |

### 北中沢
| 丁目         | 番地         | 小学校                 | 中学校                 |
| ------------ | ------------ | ---------------------- | ---------------------- |
| 北中沢一丁目 | 1番 14〜18番 | 鎌ケ谷市立西部小学校   | 鎌ケ谷市立第三中学校   |
| 北中沢一丁目 | 2～13番      | 鎌ケ谷市立鎌ケ谷小学校 | 鎌ケ谷市立鎌ケ谷中学校 |
| 北中沢二丁目 | 全域         | 鎌ケ谷市立中部小学校   | 鎌ケ谷市立第四中学校   |
| 北中沢三丁目 | 全域         | 鎌ケ谷市立中部小学校   | 鎌ケ谷市立第四中学校   |

### 中沢新町
| 番地 | 小学校               | 中学校               |
| ---- | -------------------- | -------------------- |
| 全域 | 鎌ケ谷市立南部小学校 | 鎌ケ谷市立第四中学校 |

## 交通
北中沢を北総鉄道北総線、京成電鉄松戸線が通る。京成松戸線の北初富駅はかつて北中沢に所在していたが、高架化工事の進捗に伴い初富域内に移転した。東中沢・中沢新町および中沢の大部分の地域の最寄り駅は東武野田線鎌ヶ谷駅、北端では北総線大町駅である。

## 施設
- 鎌ケ谷市立第四中学校
- 鎌ケ谷市立南部小学校
- 鎌ヶ谷カントリークラブ
- ファイターズタウン鎌ケ谷
  - ファイターズ鎌ケ谷スタジアム
- 鎌ケ谷市民の森
- 鎌ケ谷市民プール
- 富士見台霊園
- 八幡春日神社